# Cheeseburger

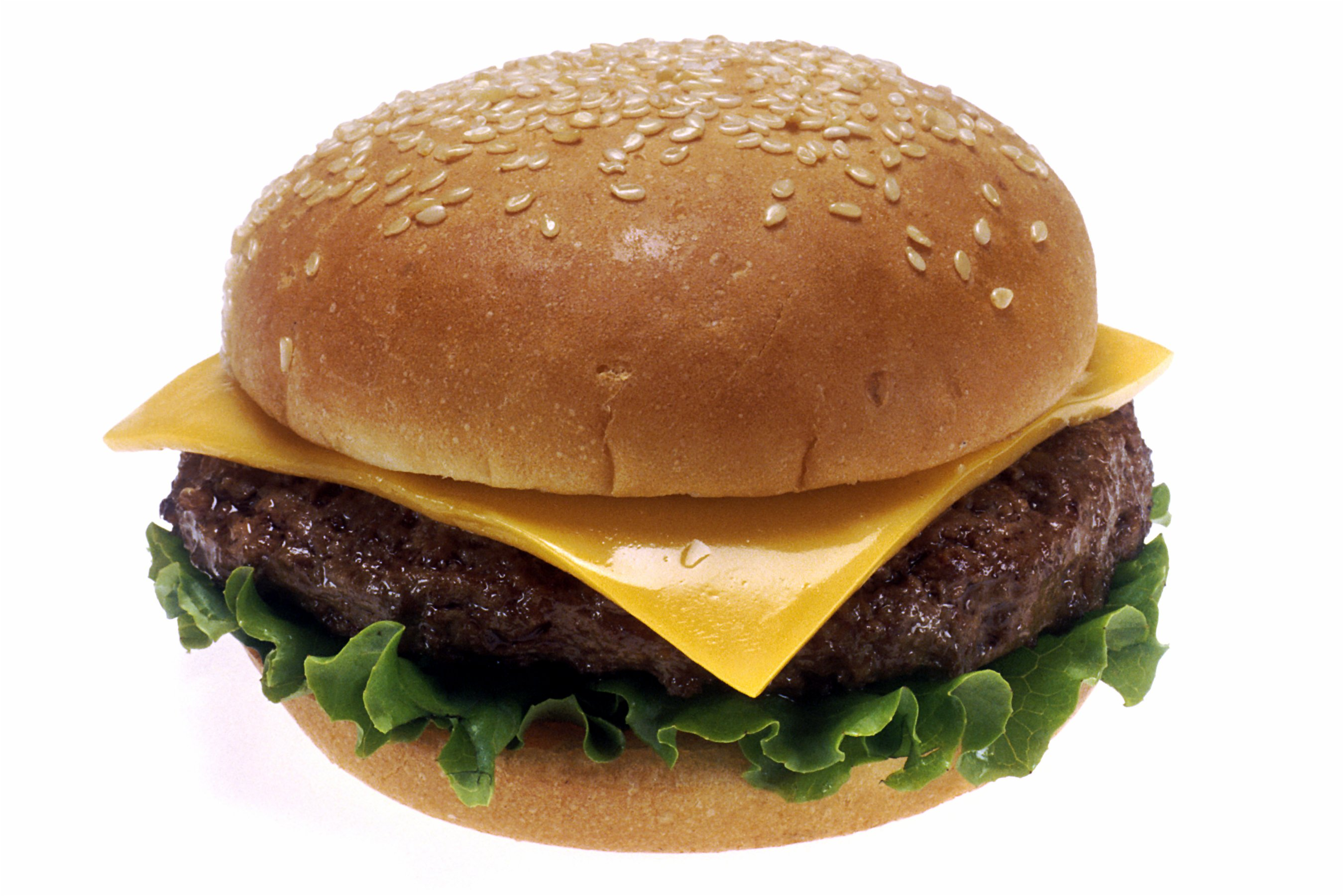
Cheeseburger

Als Cheeseburger bezeichnet man einen Burger mit Hacksteak bzw. Frikadelle (fachsprachlich auch Patty genannt), der zusätzlich eine Käsescheibe enthält.

## Geschichte

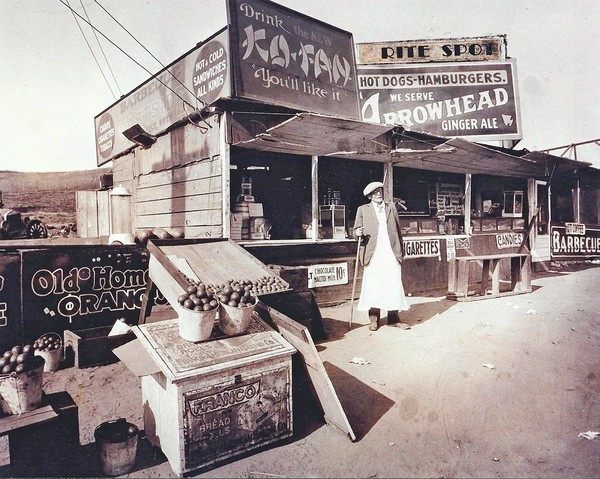
Lionel Sternberger soll Mitte der 1920er Jahre an diesem Imbissstand am Colorado Boulevard in Pasadena den Cheeseburger erfunden haben. Auf dem Bild ist Lionels Vater, Herman Sternberger, zu sehen. Der Stand wurde später in ein Restaurant namens Rite Spot umgebaut.

Als „Erfinder“ des Cheeseburgers wird der 17-jährige Lionel Sternberger (1907–1967) genannt, der 1924 oder 1926 am Sandwichstand seines Vaters Hermann, "The Rite Spot", in Pasadena, Kalifornien probeweise einen Hamburger mit einer Scheibe Käse belegt haben soll. Weitere Restaurants nehmen die „Erfindung“ für sich in Anspruch. Der erste schriftliche Nachweis stammt von einer Speisekarte des Restaurant O'Dell's in Los Angeles aus dem Jahr 1928. Die Markenrechte am Namen „Cheeseburger“ wurden 1935 Louis Ballast zugesprochen, der unter anderem ein Drive-in-Restaurant namens Humpty Dumpty Drive-in in Denver, Colorado, besaß.
In Deutschland wurde der Begriff „Cheeseburger“ erstmals 1947 für einen mit Käse belegten Hamburger benutzt.

## Zubereitung
Die Zutaten für Cheeseburger gleichen denen der regionalen Variationen von Hamburgern, das Patty ist meistens aus Rinderhackfleisch. Als Belag werden häufig amerikanischer Käse, Schweizer Käse, Cheddar oder Schmelzkäse verwendet. Beliebte Beläge sind Salat, Tomaten, Zwiebeln, Essiggurken, Speck, Avocado oder Guacamole, in Scheiben geschnittene sautierte Pilze, Käsesauce oder Chili.
Ein Cheeseburger kann mehr als ein Patty oder mehr als eine Scheibe Käse enthalten – es ist durchaus üblich, aber keineswegs automatisch, dass sich die Anzahl der Patties im gleichen Maße erhöht, wie Käse und Fleisch ineinander geschoben werden. Ein Stapel mit zwei oder mehr Patties folgt demselben Grundmuster wie ein Hamburger: Ein Double Cheeseburger hat zwei Patties, ein Triple Cheeseburger hat drei und ein Quadruple hat vier, auch wenn er viel seltener ist.
Es gibt Cheeseburger, die mehrere Käsescheiben und gegrillte Fleischscheiben haben. Solche Cheeseburger heißen „Doppel-Cheeseburger“ beziehungsweise „Triple-Cheeseburger“. Viele Cheeseburger dieser Sorte sind zusätzlich mit Frühstücksspeck (engl. bacon) belegt, weswegen in den USA große Cheeseburger häufig als bacon triple cheeseburger bezeichnet werden.
Eine besondere Art von Cheeseburger ist der sogenannte Juicy Lucy. Hier ist der Käse, ähnlich wie beim Cordon bleu, im Fleisch eingebracht, das dann solange gegrillt wird, bis der Käse schmilzt.

## Bekannte Cheeseburger-Varianten
Zu den bekannten Cheeseburger-Varianten gehören der Big Mac von McDonald’s und der Big King von Burger King.